# Aitor Etxaburu Castro
Aitor Etxaburu Castro (Eibar, País Basc 1966) és un jugador d'handbol basc, ja retirat, guanyador d'una medalla olímpica.

## Biografia
Va néixer el 17 de juny de 1966 a la ciutat d'Eibar, població situada a la província de Guipúscoa.

## Carrera esportiva
Va participar, als 26 anys, en els Jocs Olímpics d'Estiu de 1992 celebrats a Barcelona (Catalunya), on va aconseguir guanyar un diploma olímpic en finalitzar cinquè en la competició olímpica d'handbol masculí per equips. En els Jocs Olímpics d'Estiu de 1996 realitzats a Atlanta (Estats Units) aconseguí guanyar la medalla de bronze amb la selecció espanyola d'handbol en derrotar en el partit pel tercer lloc a la selecció francesa.
Ha estat membre del FC Barcelona, Club Balonmano Cantabria, Club Balonmano Granollers i Club Deportivo Bidasoa. Una vegada retirat passà a exercir d'entrenador.